# ヴィクトリア (ドイツ皇后)
ヴィクトリア・アデレード・メアリー・ルイーズ（英語:Victoria Adelaide Mary Louise、1840年11月21日 - 1901年8月5日）は、イギリスの王女。ドイツ皇帝・プロイセン王フリードリヒ3世の妃で、ヴィルヘルム2世の母。
ドイツ語名はヴィクトリア・アデライーデ・マリー・ルイーザ（Viktoria Adelaide Mary Louisa）。
家族からはヴィッキー（Vicky）の愛称で呼ばれた。

## 生涯

### 生い立ち

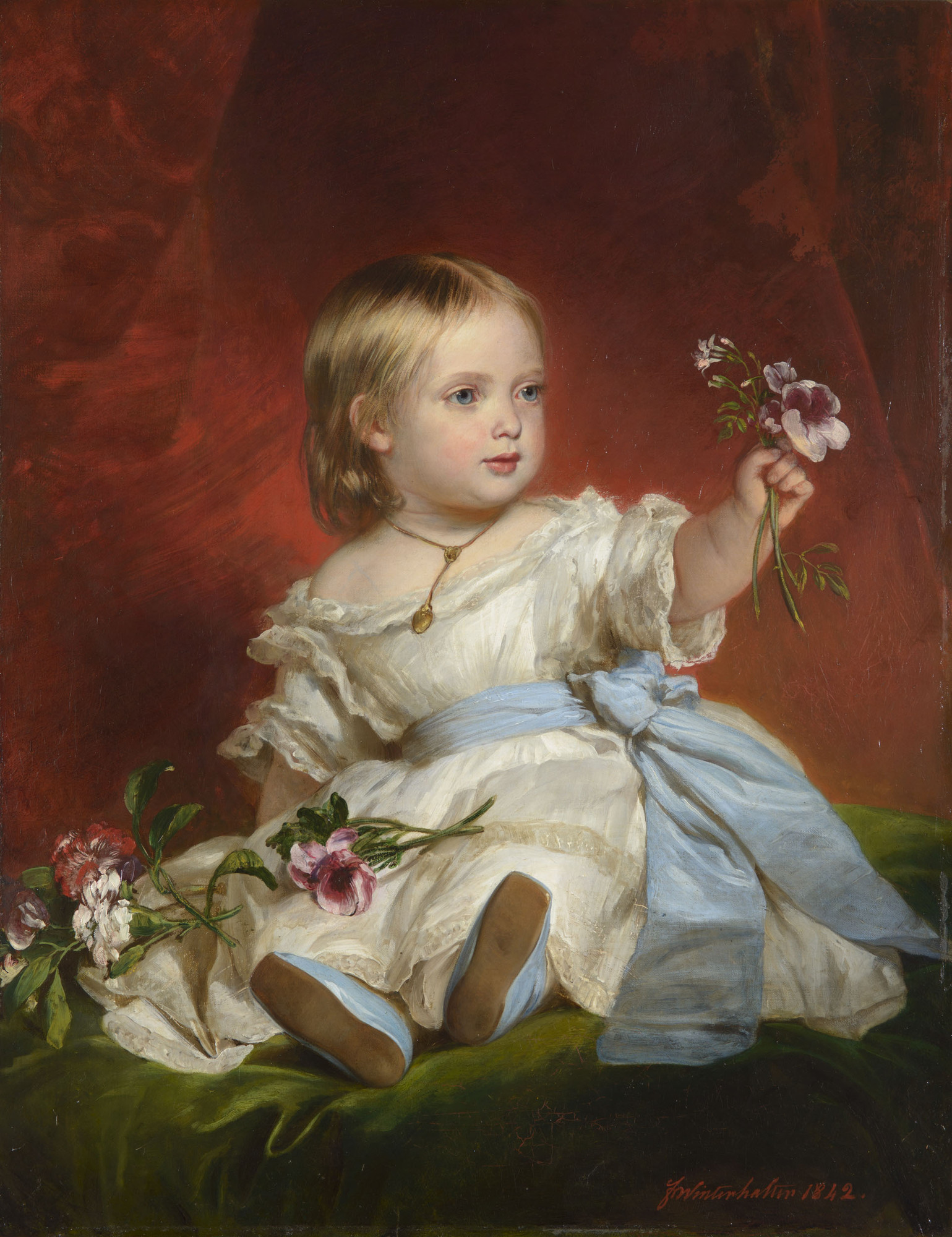
幼少期のヴィクトリア（1842年）

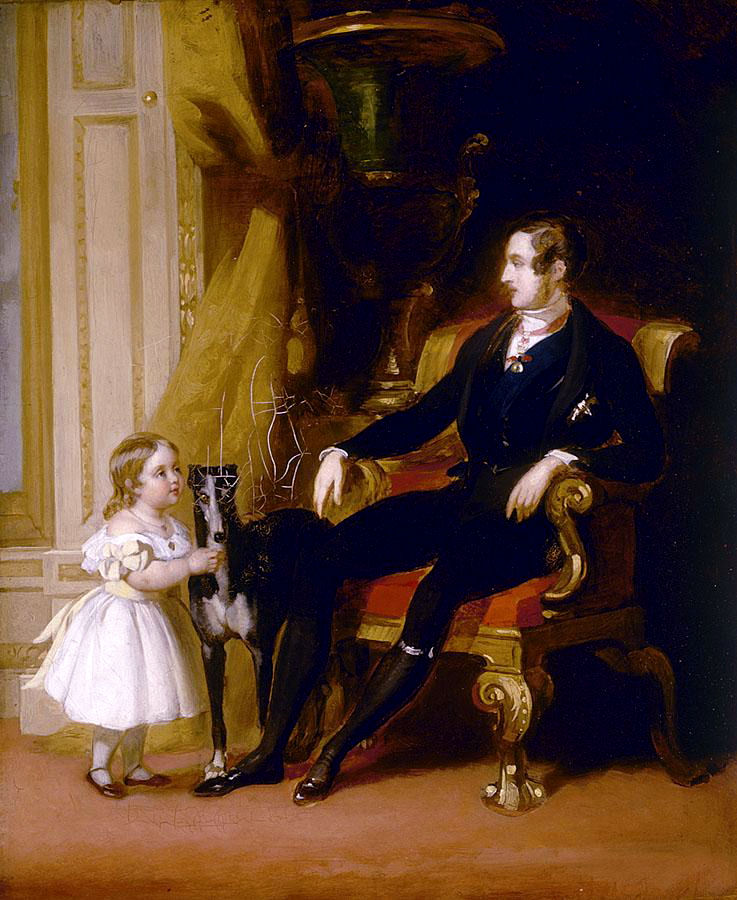
父アルバートと幼少のヴィッキー

1840年11月21日に英ヴィクトリア女王とアルバートの長女（第1子：4男5女兄弟姉妹のうち）として王宮であるバッキンガム宮殿で誕生した。家族からは「ヴィッキー（Vicky）」という愛称で呼ばれた。
誕生の際、ヴィクトリア女王の母ヴィクトリア・フォン・ザクセン＝コーブルク＝ザールフェルトが立ち会い、初孫の誕生に涙を流した。
ヴィッキーはヴィクトリア女王とアルバート公夫妻の第一子だったため、また弟アルバート・エドワード（後のエドワード7世）が誕生するまで暫定王位継承者だったため「プリンセス・ロイヤル」をはじめ数々の称号を授与された。
1841年2月10日にバッキンガム宮殿の大広間で、カンタベリー大主教から洗礼を受けた。名付け親は祖母ヴィクトリアの弟ベルギー国王レオポルド1世である。レオポルド1世はヴィッキーの祖母ヴィクトリアと母ヴィクトリア女王と同じ名ヴィクトリアと命名した。

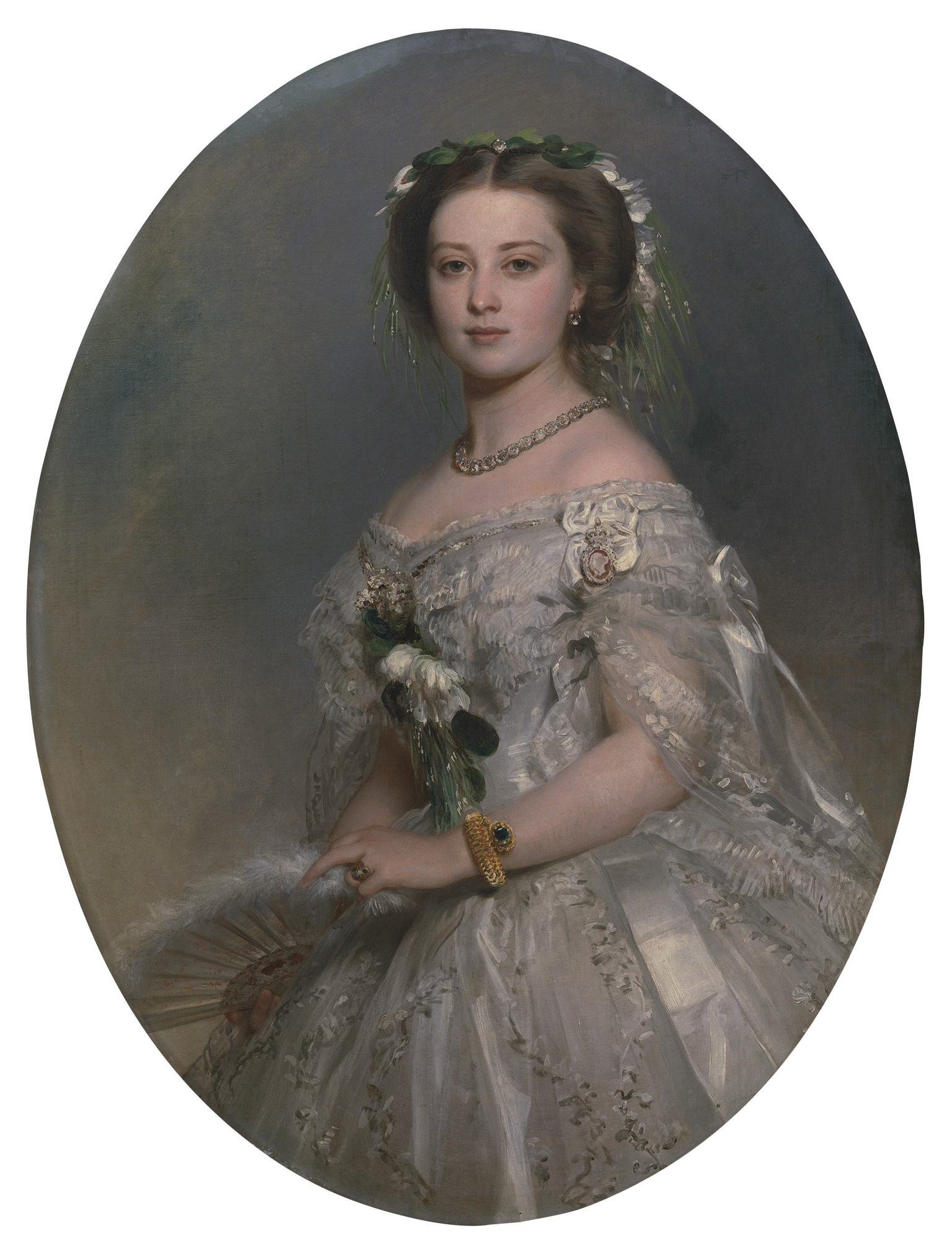
フランツ・ヴィンターハルター画、1857年

ヴィッキーは大変な優等生で、父のアルバートから優れた知性を受け継いでおり、アルバートにとって大のお気に入りの愛娘になった。幼少期から、フランス語、ドイツ語、ラテン語が喋れるように教育され、5歳になるまでに語学は完全にマスターしていた。母のヴィクトリア譲りの画才もあった。「ヴィッキーは豊かな才能に恵まれており、もし男性に生まれていたら偉大な君主となった可能性があった」という説もある。彼女の資質については、アルバートも「あの子の心は子供のように純粋で、考える事はまるで男性のようだ」と書いているほどだった。
早くから才能を開花していたヴィッキーをヴィクトリア女王とアルバート公は溺愛した。なかでもアルバート公は長男アルバート・エドワードが誕生し、王位継承権がアルバート・エドワード王子に移っても、ヴィッキーに経済学や哲学を教授した。ヴィクトリア女王とアルバート公は「この子が男の子であれば…」と悔やんだほどだった。
ヴィクトリア女王は息子たちの問題行動に呆れ果てた。ヴィッキーの弟で長男のアルバート・エドワードの王位継承者らしからぬ行動には完全に呆れ、「愚かな息子」と言ったほどである。そのためヴィクトリア女王は息子たちよりも娘たちを愛すようになっていった。なかでも「長女ヴィッキーにイギリスの王位を継承させたい」という気持ちも大きくなっていった。

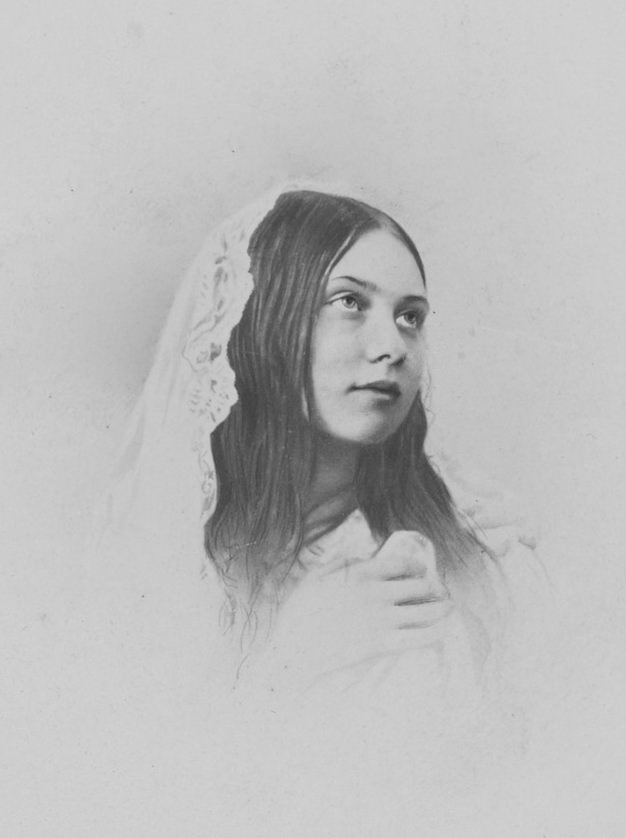
1855年、ヴィッキー

### プロイセン王太子妃として

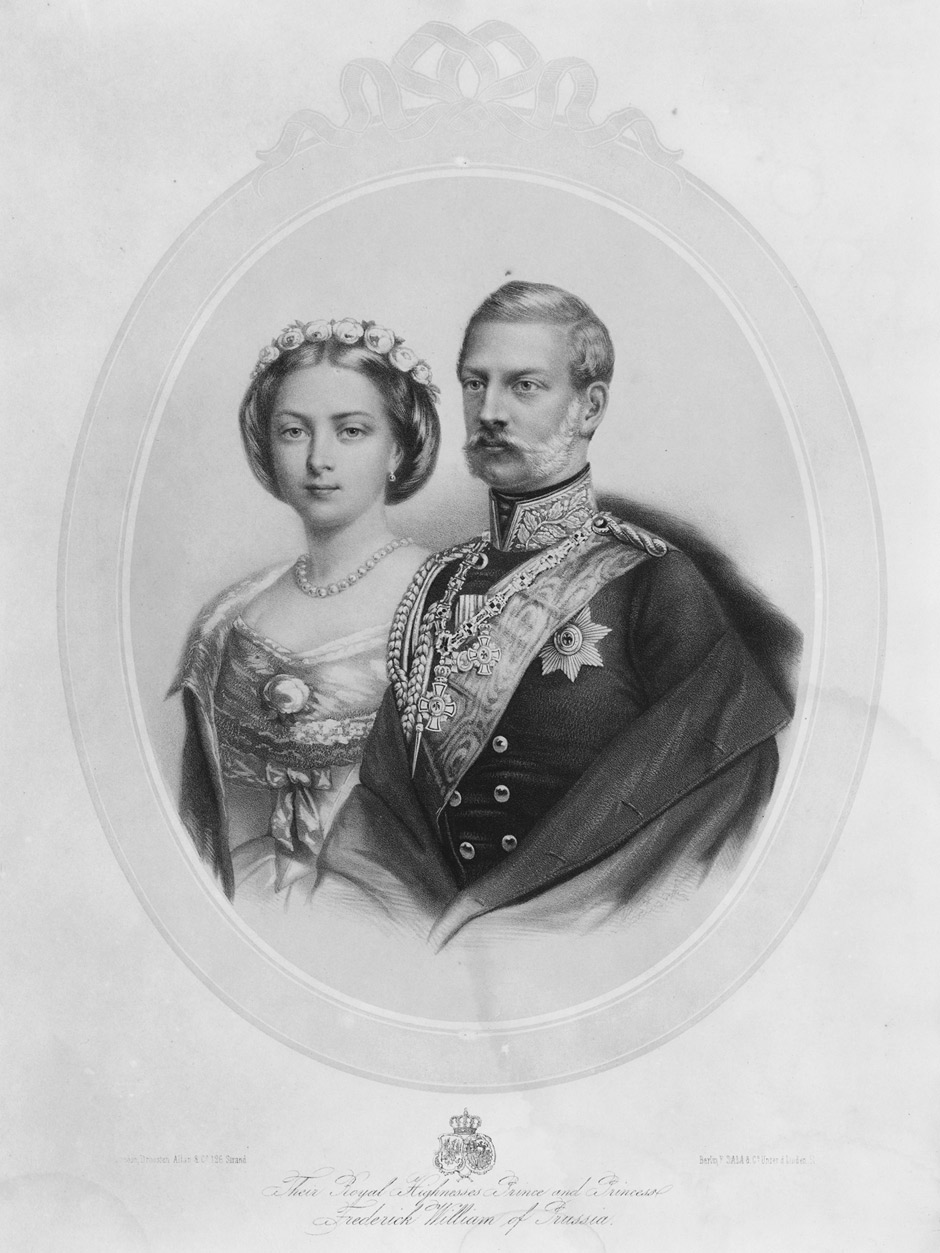
1858年頃、王太子夫妻

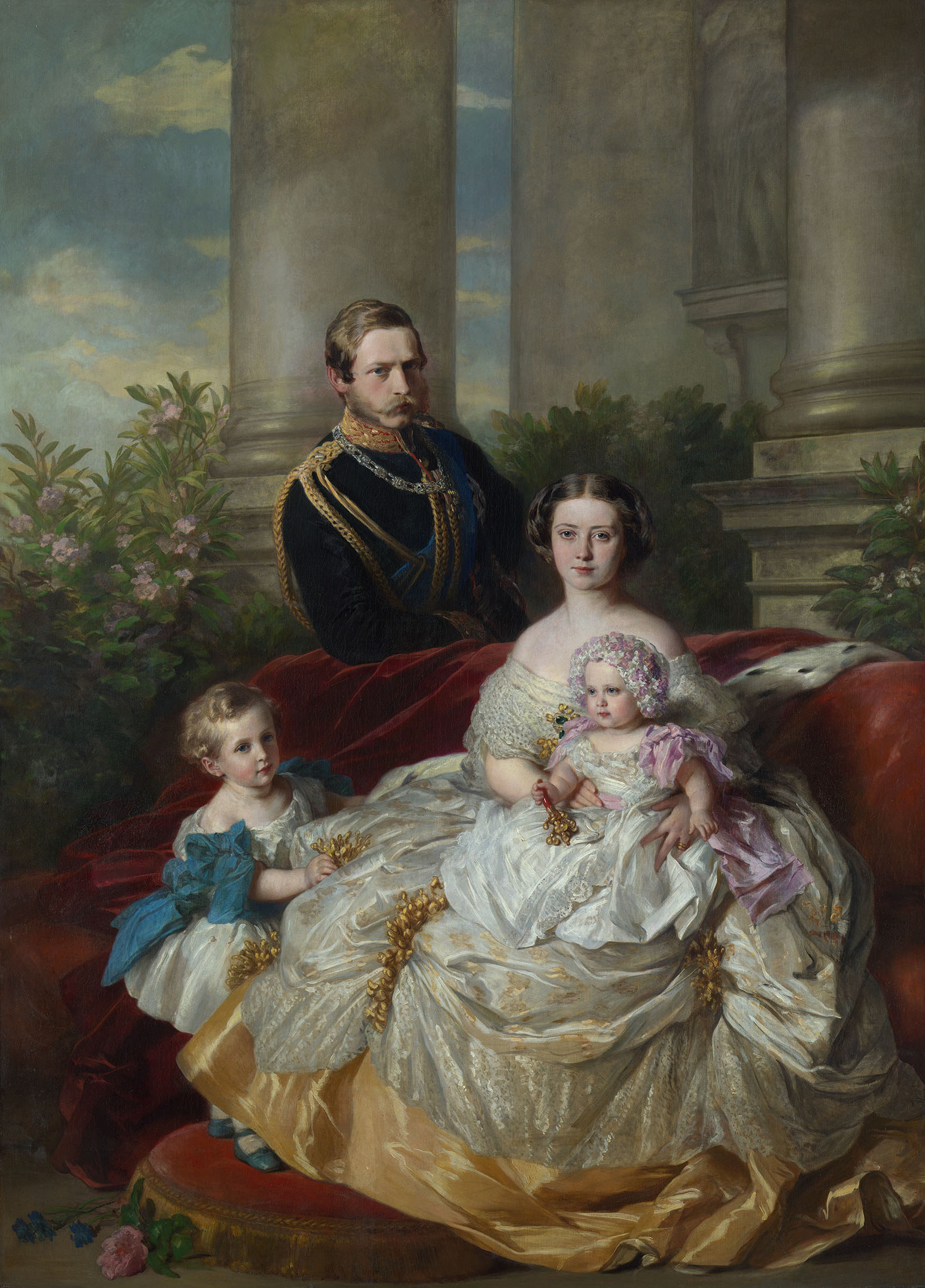
1862年、王太子、ヴィルヘルムとシャルロッテとともに

ドイツのザクセン＝コーブルク＝ゴータ公国出身の父アルバートは、ドイツ統一の夢をかなえるべく、長女をプロイセンのフリードリヒ王子（愛称フリッツ）に嫁がせた。1851年にロンドン万国博覧会を訪れたフリッツを、ヴィクトリア女王達は温かく歓迎した。ヴィッキーは当時10歳とはいえ溌剌とした楽しい女の子で、相手の気をそらさず、当時19歳であったフリッツをよく笑わせたという。それから2人は親しくなり、文通をするようになった。
1855年に再びロンドンを訪れたフリッツから、ヴィッキーは結婚の申し込みをされた。彼女はフリードリヒ王子に恋しており、すぐに承諾した。1857年にヴィッキーとフリッツは婚約し、1858年1月25日に結婚した。ベルリン王宮にて盛大な晩餐会を行いプロイセンの貴族たちに温かく迎えられた。

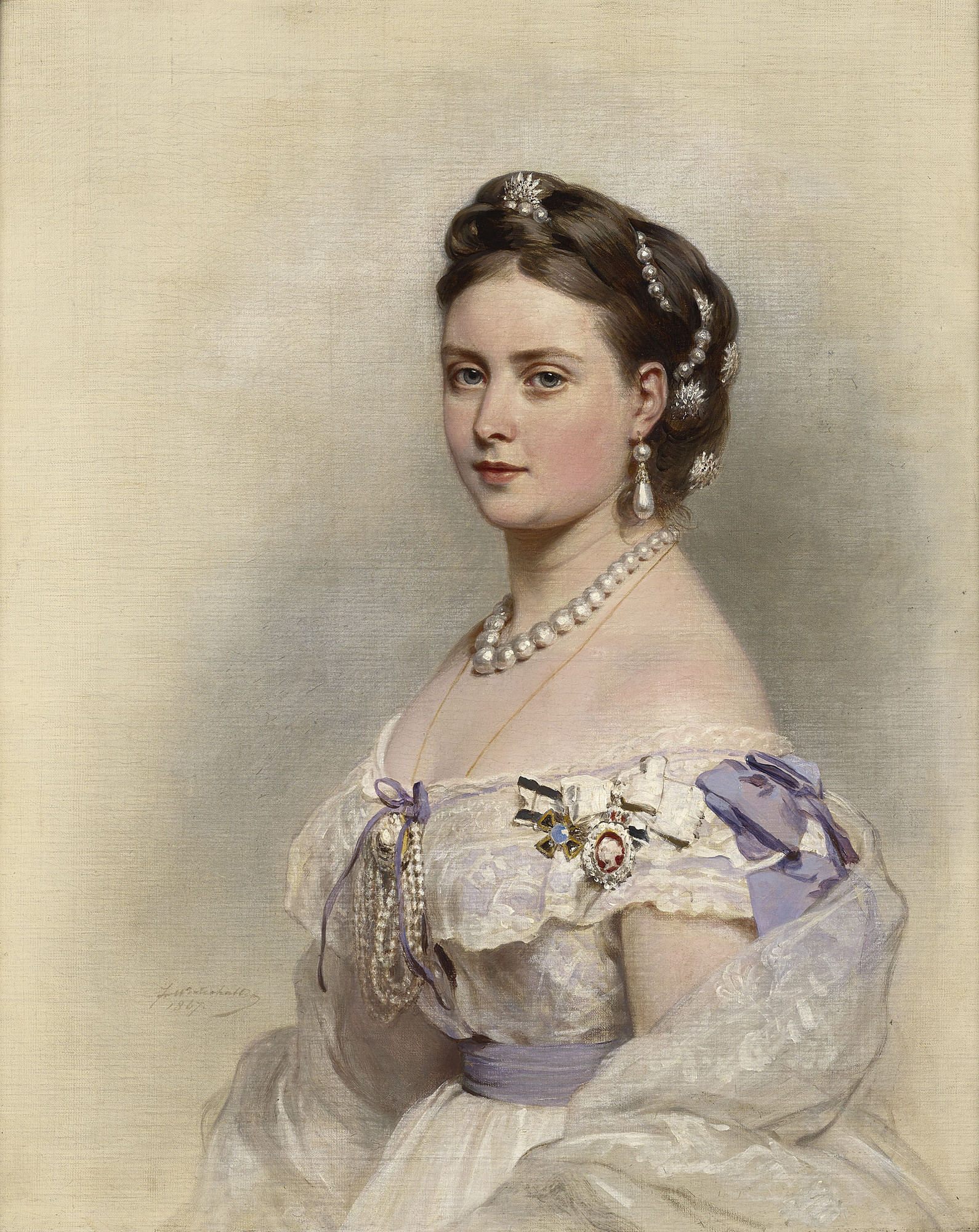
フランツ・ヴィンターハルター画、1867年

しかし、プロイセン首相ビスマルクは、この結婚でイギリスからプロイセンにドイツ領邦の統一に関して口を挟んでくるのではないかと、幼少より聡明で父親の影響を受けた自由主義者のヴィッキーを警戒した。当時のプロイセンは貴族が統治する君主国が複合してできた国家であり、非常に保守的であった。居城も古めかしく、浴室もなく冬になるとやたらと暖房を使い室内は30度を越える暑さになったとヴィクトリア女王に手紙で嘆いている。ヴィッキーとフリッツは5月になるとポツダム郊外のバーベルスベルクの小宮殿に移転したが、この宮殿も決して住み心地が良いものではなく、100年ほど前に建築された新宮殿を修繕して居城とした。
住み心地の良い居城を手に入れても、口さがない王室や貴族たちのヴィッキーに対する妬みは変わらなかった。ヴィッキーはフリッツのかつての家庭教師であるシェルバッハ教授や、科学者、画家、歴史学者、文学者たちと新しいサークルを作った。フリッツはヴィッキーの知識欲を理解したが、他の王室の人間はますますヴィッキーを非難し、離れていった。

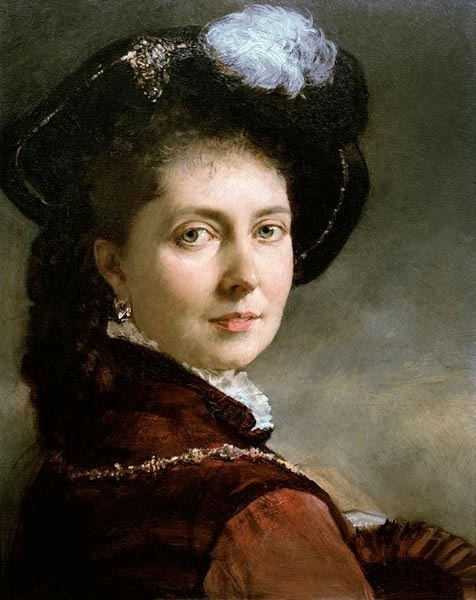
ハインリヒ・フォン・アンゲリ画、1875年

ヴィッキーは三男ジギスムントと四男ヴァルデマールの二人の息子を幼くして亡くした。このことから病院作りに力を入れるようになる。ヴィッキーは結婚前にフローレンス・ナイチンゲールと出会い、衛生学や病院管理について学んでいた。1870年、ヴィッキーは戦場が近いハンブルクの古城に移住し、私財を投入しそこを病院に作り変えた。フリッツはこれを非常に喜び、またプロイセンの人々も徐々に彼女の努力を認めだした。後に「ヴィクトリア・ハウス」という看護学校も設立した。「ヴィクトリア･ハウス」は看護婦養成だけでなく、貧しい人々への衛生指導にもあたっている。1875年、ヴィッキーはベルリンの「家庭と健康を守る会」の指導者になった。ヴィッキーとフリッツが設立した幼稚園は託児所を兼ねており、夫婦共働きの家庭にとって非常に役立つものとなった。
女子教育の向上にもヴィッキーは尽力した。ヴィッキーが嫁いだ当時のプロイセンは女子教育は不必要である、という考え方が主流であったが、ヴィッキーは女子高等教育のために3つの学校を創設した。校長にイギリス人女性を採用したこともあり、この学校は人々から非難の対象となった。当時のプロイセンでは男性も人前で体操をすることが見苦しいことだと考えられており、教育科目から体育は外されていた。ところがヴィッキーの学校では、女性が屋外で体操をするということに対し、ヴィッキーに好意的であった社交界の人間までもが激怒してしまった。それでもヴィッキーは諦めることなく、女子に幼稚園経営や家政学を教え、多くの女性教師が誕生し、後にスコットランドやイギリスから留学する生徒も出てくるようになった。
フリッツは長年にわたるヴィッキーの慈善事業の成果を非常に喜び、やがてプロイセンの人々もヴィッキーを歓迎するようになった。

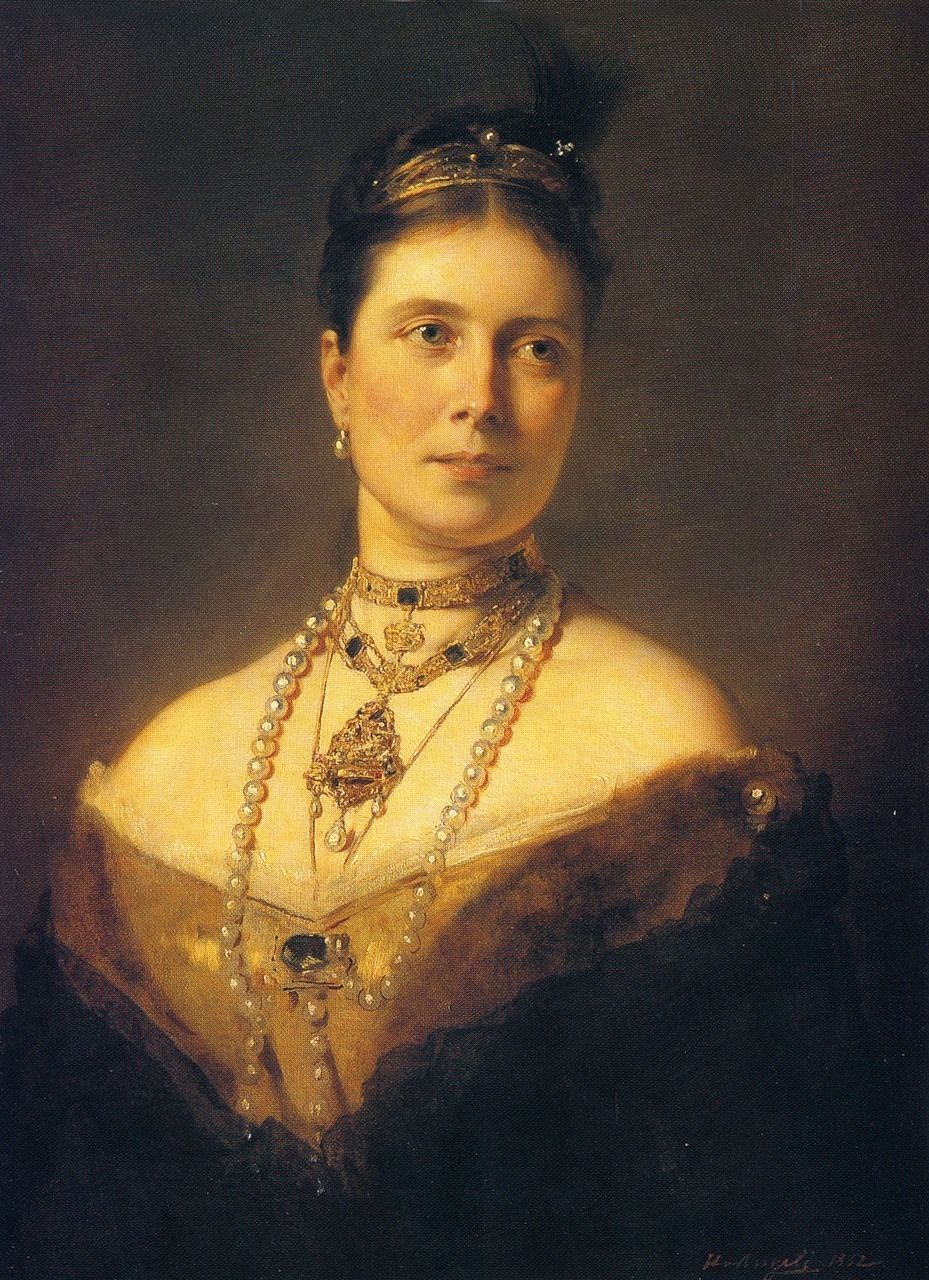
ハインリヒ・フォン・アンゲリ画、1882年

シュレースヴィヒ＝ホルシュタインを巡ってデンマークとプロイセンが争ったときには義父ヴィルヘルム1世にデンマークと停戦するように促した。停戦を促したのには理由がある。ヴィッキーの実家であるイギリス王室ではヴィッキーの弟アルバート・エドワード王太子の妃にデンマークのアレクサンドラ王女を王太子妃に迎えていた。ヴィクトリア女王の娘ヴィッキーの嫁ぎ先と義理の娘アレクサンドラの実家がシュレースヴィヒ＝ホルシュタインを巡って争っていたのだった。ヴィクトリア女王はこのことに心を痛めていた。

### 3か月の皇后
1888年3月9日に義父のドイツ皇帝ヴィルヘルム1世が崩御。夫フリッツがドイツ皇帝フリードリヒ3世として即位、ヴィッキーがドイツ皇后になった。即位前から既に夫フリードリヒ3世は喉頭癌にかかり、余命幾ばくもないほど病に侵されており、皇帝即位の戴冠式を行わぬまま皇帝となった。
公務に取り組めないほど病状が進行していたため、皇后のヴィッキーが皇太子の摂政となり、皇太子ヴィルヘルムと共に皇帝代行で公務に取り掛かった。ドイツ宰相ビスマルクを嫌っていたヴィッキーと皇太子ヴィルヘルムは彼を無視し、自ら政務を執っていた。ヴィッキーは病に倒れているフリードリヒ3世を看病しながら皇后の務めであるドイツ領邦の王公妃、プロイセン貴族の夫人たちの謁見も休まず行った。摂政と皇后の公務の両立は大変なものだったが、疲れを貴族たちに一切見せず精力的に公務に励んだ。
義理の息子の病状を心配したヴィッキーの母ヴィクトリア女王はフリードリヒ3世の元にイギリスの医師団を差し向けた。しかし、それが気に食わなかった宮廷医師団との小競り合いが続き、フリードリヒ3世はまともな治療を受けられなかった。また、ヴィッキーを困らせたのは医師団の診察の結果が食い違っていることだった。ヴィッキーは古くからドイツ帝室に仕えている宮廷医師団の結果を尊重するために母ヴィクトリア女王の差し向けたイギリスの医師団をイギリスに帰そうと思っていたが、母ヴィクトリア女王の面目のためにイギリスに医師団を帰すことができなかった。
医師団の小競り合いが続くうちにフリードリヒ3世の病状も進み、まともな診察が受けられぬまま6月15日にフリードリヒ3世は崩御した。
1888年はドイツ皇帝家のホーエンツォレルン家にとっては災難な年だった。3月9日にヴィルヘルム1世が崩御、フリードリヒ3世が6月15日に崩御とドイツ皇帝が相次いで崩御。一年のうちに二回皇帝が代わったことから「三皇帝の年」と言われる。そのためヴィッキーは3ヶ月間しか皇后の座に就くことができなかった。

### 晩年

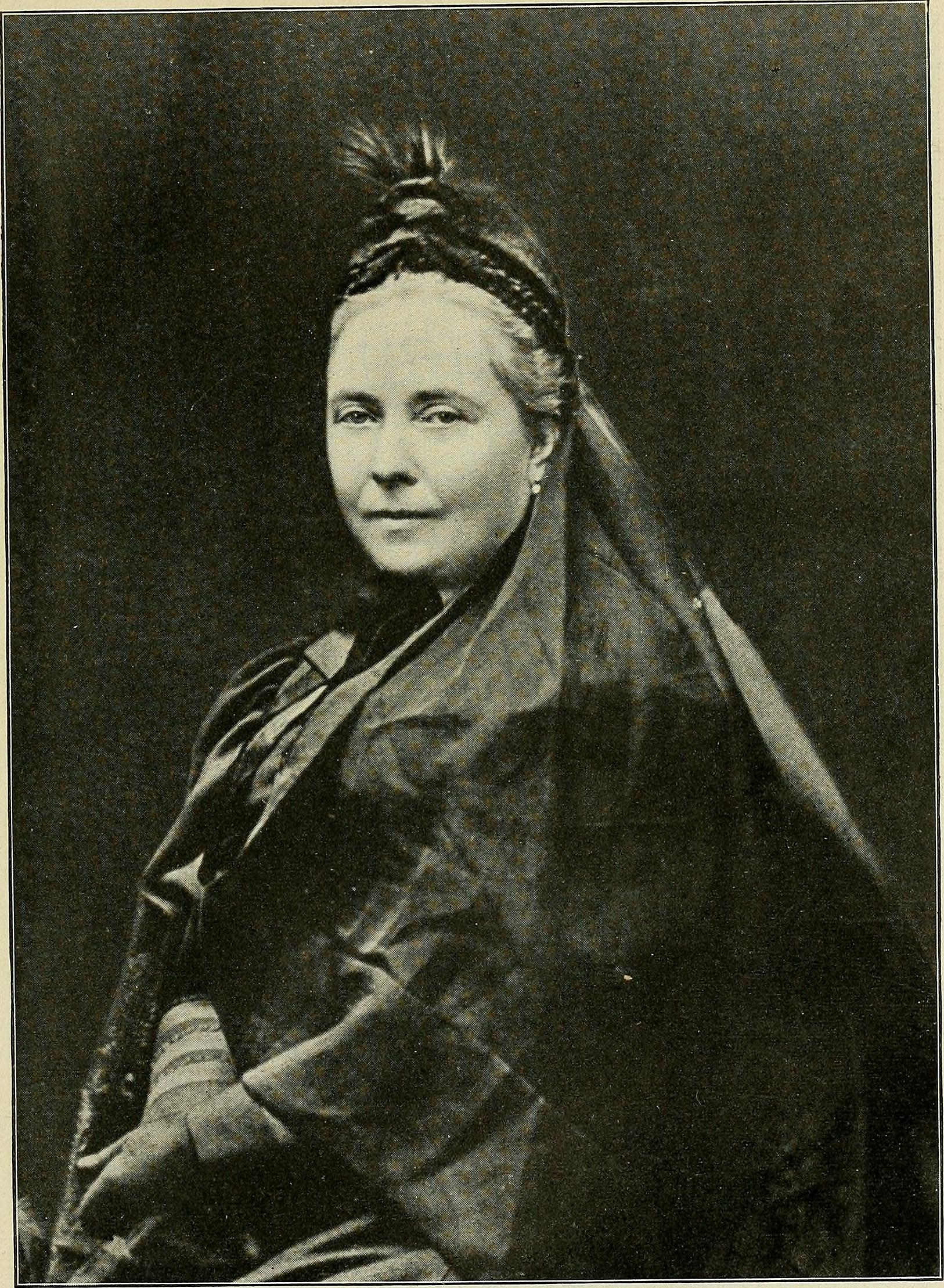
1901年、最晩年のヴィッキー

フリッツの死後、ヴィッキーはクローンベルク近くの山地に土地を購入し、フリードリヒスホーフ宮殿を建てそこで暮らした。ヴィッキーはまだ50歳を過ぎたばかりだったが、流行の華やかなドレスを一切着用しなくなり、黒い質素なドレスにフリッツの小さな肖像画が下げられた金のネックレスとルビーとサファイアの指輪をつけるだけという簡素な服装を続けた。宮殿では乗馬と油彩画を楽しみ、読書をして過ごした。時にはベルリンの慈善事業の監修に赴いたり、文芸サークルに顔を出すこともあった。
晩年には息子ヴィルヘルム2世が植民地の拡大を図って母国イギリスとの対決政策を追求するようになり、彼女を苦しめることとなった。戦争を目前にしたときには、両国を上手く取り持ち戦争を回避するなど、彼女の存在はその重要性を増していた。
母ヴィクトリア女王とはもっとも親交があり、4000通もの手紙をやり取りしていた。1901年、母と同じ年に崩御した。

## 子女
夫フリードリヒ3世との間には以下の4男4女が生まれた。
- フリードリヒ・ヴィルヘルム・アルベルト・ヴィクトル（1859年 – 1941年） - ドイツ皇帝
- ヴィクトリア・エリーザベト・アウグステ・シャルロッテ（1860年 – 1919年） - ザクセン＝マイニンゲン公ベルンハルト3世妃
- アルベルト・ヴィルヘルム・ハインリヒ（1862年 - 1929年）
- フランツ・フリードリヒ・ジギスムント（1864年 - 1866年）
- フリーデリケ・ヴィルヘルミーネ・アマーリエ・ヴィクトリア（1866年 – 1929年） - シャウムブルク＝リッペ侯子アドルフ夫人
- ヨアヒム・フリードリヒ・エルンスト・ヴァルデマール（1868年 - 1879年）
- ゾフィー・ドロテーア・ウルリーケ・アリーツェ（1870年 – 1932年） - ギリシャ王コンスタンティノス1世妃
- マルガレーテ･ベアトリーツェ・フェオドラ（1872年 – 1954年） - フィンランド王カールレ1世（ヘッセン選帝侯家家長フリードリヒ・カール）夫人